# Gothic Blimp Works
Gothic Blimp Works est un tabloïd contenant seulement de la bande dessinée fut publié en 1969 par Peter Leggieri et le East Village Other, et fut surnommé « le premier journal de bande dessinée underground dominical ». Il a proposé des bandes dessinées en couleurs et en noir et blanc. Le premier numéro s'intitulait Gothic Blimp Works Presents: Jive Comics.

## Historique
Vaughn Bodé est le créateur du journal et son premier éditeur mais il laisse la place après le deuxième numéro.  Les deux premiers numéros proposent les travaux de Bodé, Joel Beck, Roger Brand, Robert Crumb, Kim Deitch, Simon Deitch, Bill Griffith, Ron Haydock, Jay Lynch, Trina Robbins, Spain Rodriguez, Art Spiegelman, John Thompson, Larry Todd et S. Clay Wilson. Bhob Stewart, à l'invitation de Bodé le remplace. Il engage de nombreux scénaristes et dessinateurs dont Larry Hama, Michael Kaluta, Willy Mendes, George Metzger, Ralph Reese, Steve Stiles et Bernie Wrightson.
Stewart et Deitch coéditent le quatrième numéro qui comporte une couverture de Spain Rodriguez et une quatrième de couverture de Harrison Cady. On trouve dans ce numéro des bandes dessinées de Baby Jerry, Bodé, Brand, Deitch, Hama, Hurricane Nancy, R. Jaccoma, Kaluta, Dick Lupoff, Metzger, Willy Murphy, Reese, Trina Robbins, Joe Schenkman, Stewart, Stiles et S. Clay Wilson.
Après le quatrième numéro, Deitch est le seul éditeur. Les dessinateurs Van Howell et Joe Schenkman furent les derniers coéditeurs.
Peu à peu la qualité du journal baisse et des séries déjà éditées dans d'autres magazines complètent l'offre initiale. 